# Islam in Togo

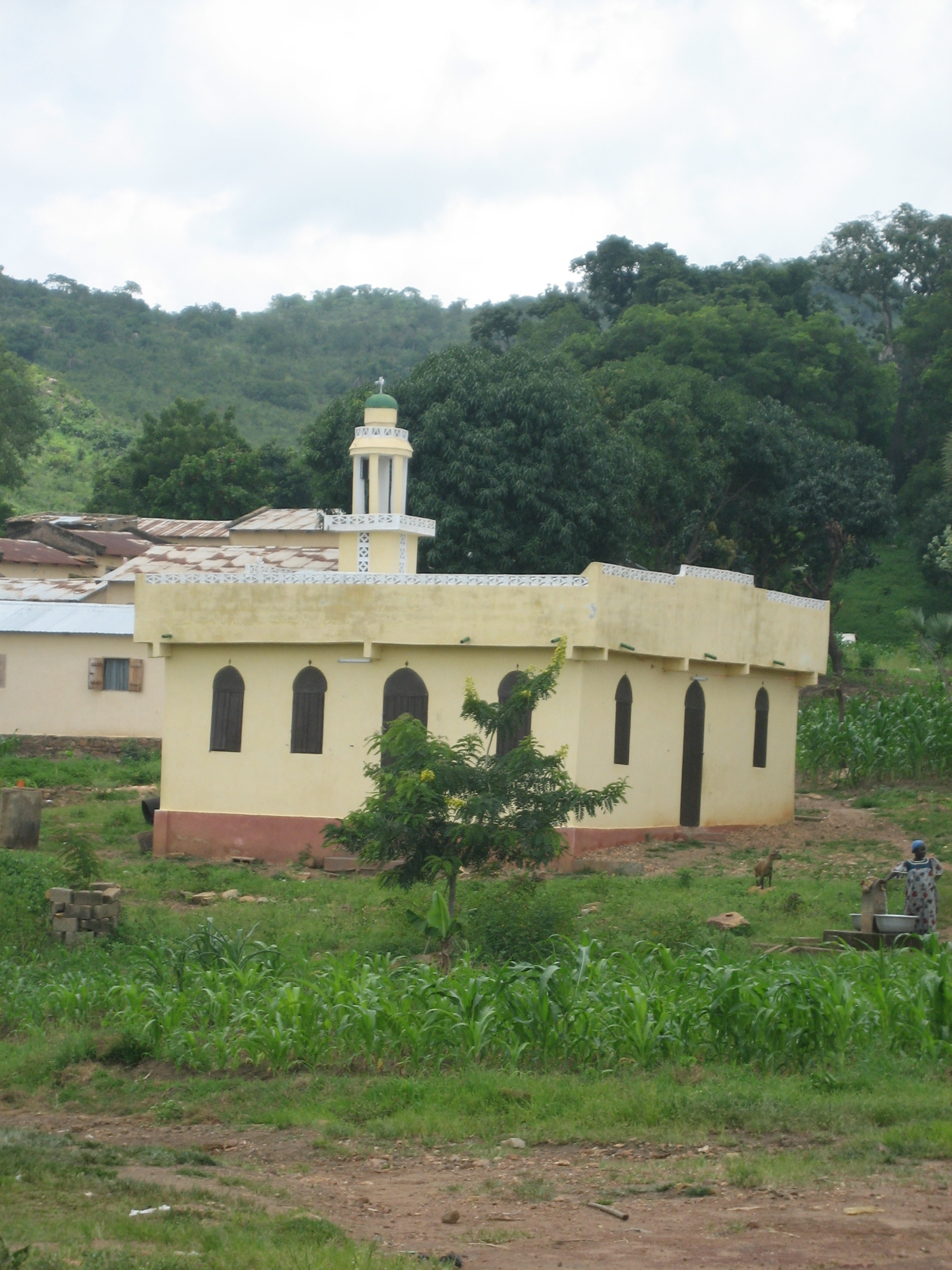
Islam in Togo

I Musulmani in Togo rappresentano tra il 13,7 ed il 20% della popolazione nazionale. L'Islam è arrivato in Togo nella stessa maniera delle altre parti dell'Africa Occidentale.

## Storia
L'Islam è stato introdotto in Africa Occidentale a sud del Sahara attraverso le rotte commerciali del sale e dell'oro. I mercanti Musulmani berberi e Tuareg hanno attraversato le rotte commerciali del Sahara.
Con il passare del tempo, i mercanti erano accompagnati da religiosi e studiosi Musulmani, che hanno insegnato le loro credenze(in arabo ʿAqīda) e costruito luoghi di culto. Gli Hausa ed i Fulani, gruppi tradizionalmente nomadi hanno attraverso tutta l'Africa Occidentale, portando la religione islamica in posti come l'attuale Guinea, la Sierra Leone e la Liberia.

## Demografia
Le stime sul numero dei Musulmani in Togo variano considerevolmente a seconda delle fonti. Per esempio, secondo il CIA Factbook è del 20%, secondo altri siti , i musulmani sarebbero il 55% della popolazione, quindi circa 2,513,792 su 4,570,530 nel 1998.

## Le moschee in Togo
Sotto la supervisione dell'Unione Islamica in Togo sono state aperte diverse Moschee nella maggior parte delle città e dei villaggi del Togo. Tuttavia, viene segnalata la necessità di costruire Moschee nelle città più grandi del Togo, come la capitale Lomé.

## L'educazione islamica
Sotto la supervisione dell'Unione Islamica in Togo per l'educazione islamica e la costruzione delle scuole, sono stati mandati numerosi studenti nell'Università di Al-Azhar e nelle università dell'Arabia Saudita; inoltre, l'Arabia Saudita ha costruito numerose scuole nel Togo. Tuttavia, nonostante le donazioni ci sono pochi libri scolastici. L'Unione Islamica in Togo è un'organizzazione che gestisce le scuole e le università e ha sedi nelle maggiori città del paese.
L'Unione Islamica in Togo ha lanciato il seguente appello:
1) Necessità di libri islamici, sia in lingua araba che in lingua francese
2) Risolvere le divergenze tra i giovani Musulmani universitari e l'Unione Islamica in Togo
3) Rafforzare le missioni dei giovani Musulmani del Togo nelle università islamiche
4) Costruzione di scuole islamiche nelle aree densamente popolate dai Musulmani, soprattutto nel Nord
Fonte: Minoranze Musulmane in Africa - Sayed Abdul Majid Bakr

## Links
- - Numero dei Musulmani divisi per paese, su islamicweb.com.
- - CIA Factbook sul Togo, su cia.gov. URL consultato il 19 giugno 2011 (archiviato dall'url originale il 31 agosto 2020).